# Parque natural regional do Alto-Jura
O Parque natural regional do Alto-Jura (em francês:  Parc naturel régional du Haut-Jura) é uma área protegida da França, localizada a sudoeste do maciço do Jura, dentro do chamado Monts Jura.

## Características
O parque foi criado a 17 de fevereiro de 1986 e agrupava na altura 37 comunas. Em 2005 teve um primeiro aumento e em 2013 passou a espalhar-se por 122 comunas ocupando um superfície de 178 000 he e espalhando-se assim pelos departamentos de 25 Doubs, 39 Jura na France-Comté e l'01 Ain nos Rhône-Alpes.

## Gestão
Gerido por uma organização política do tipo sindicato misto, sua gestão é feita dos escritórios em Lajoux. O parque pode ser acessado a partir das localidades de Divonne-les-Bains, Gex, Bellegarde-sur-Valserine, Oyonnax, Ferney-Voltaire, Champagnole e Pontarlier.

## Galeria

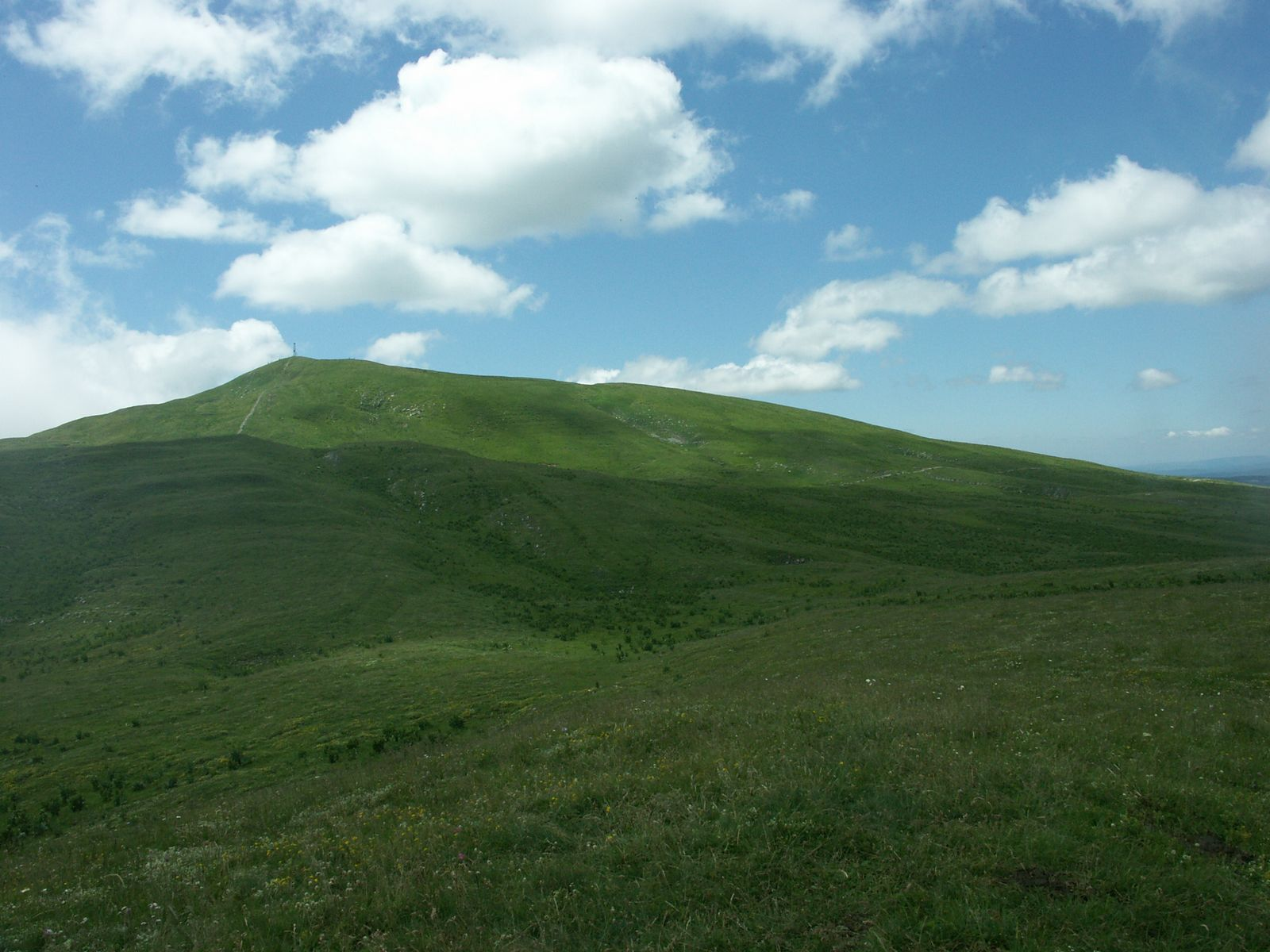
O Colomby de Gex
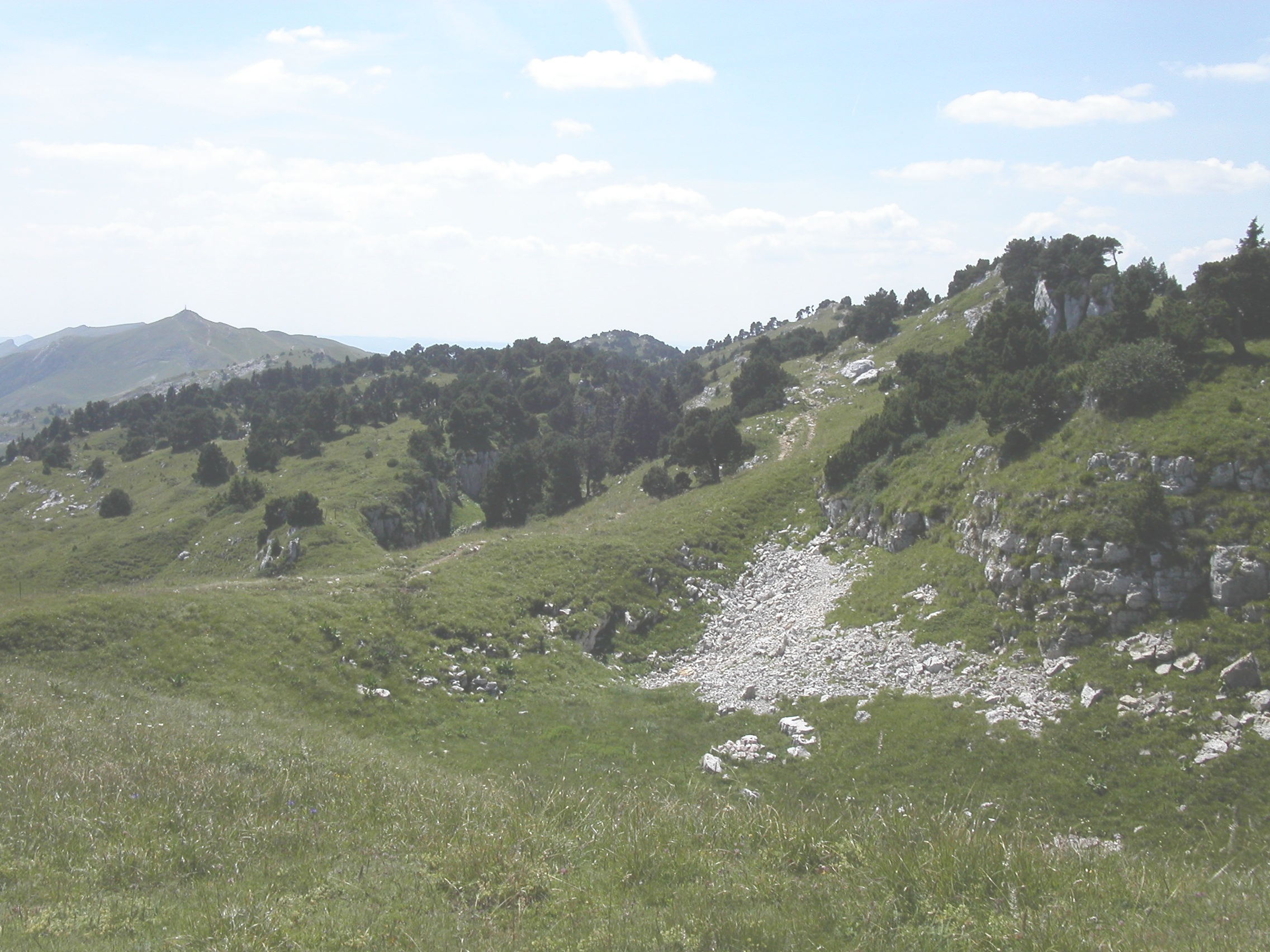
O Crêt de la Neige
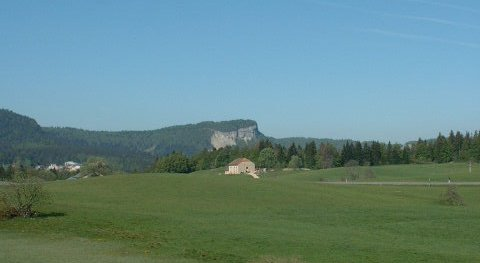
O "Mont Fier"
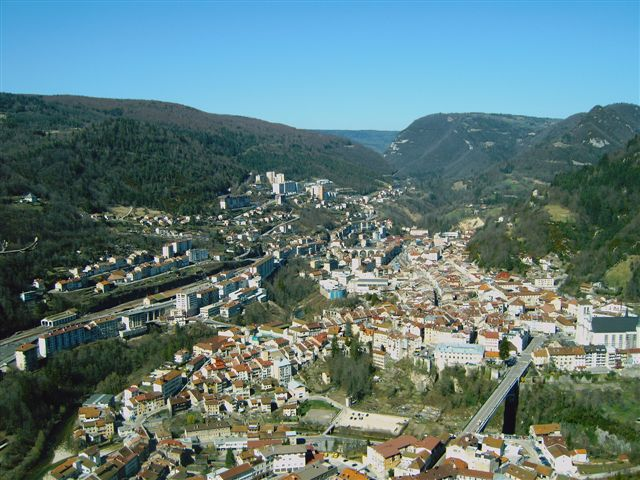
Saint-Claude
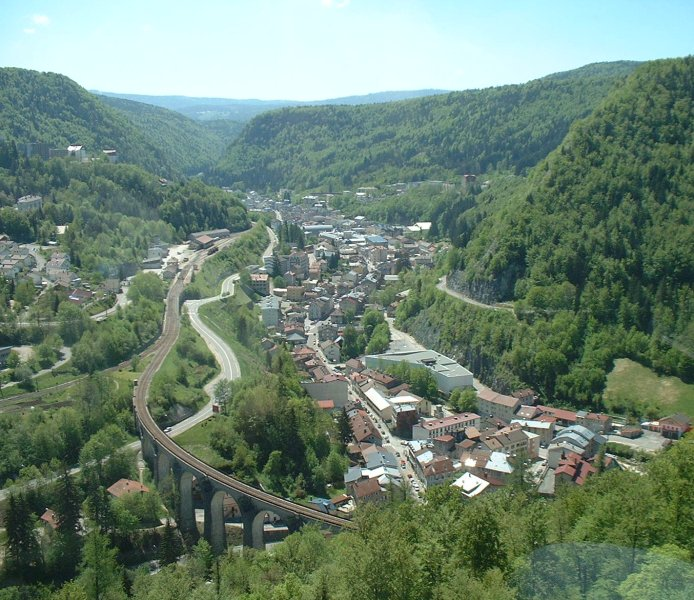
Morez
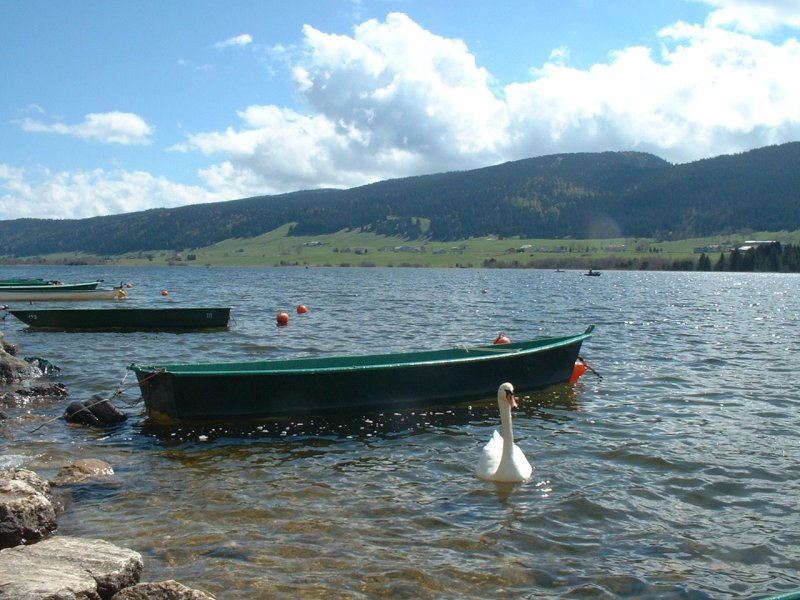
O "lac des Rousses"
- Comunas aderebtes